# Merionoeda atriceps
Merionoeda atriceps là một loài bọ cánh cứng trong họ Cerambycidae.